# Таннер Новлан
Таннер Новлан (англ. Tanner Novlan, нар. 9 квітня 1986, Парадіс Гілл, Саскачеван, Канада) – канадський актор та модель. Він найбільш відомий завдяки ролі Грегорі Мейнса в «Розвелл, Нью-Мексико» (2020–2021) на каналі The CW, а зараз — у ролі доктора Джона «Фінна» Фіннегана. в американській мильній опері CBS «Зухвалі і красиві» (2020–тепер).

## Біографія
Таннер Новлан народився 9 квітня 1985 року в Парадайз-Гілл, Саскачеван, у сім'ї Дага та Корези Новлан. Його мати походить із Сакраменто, Каліфорнія. Його дідусь по батьківській лінії, Клем, мав особливо особистий тісний зв'язок з Новланом, оскільки він був його першим онуком. Новлан — старший із трьох братів і сестер.
Новлан виріс на сімейній фермі, і у віці дванадцяти років він самостійно керував зернозбиральним комбайном вартістю 350 000 доларів. У дитинстві Новлан дуже активно займався легкою атлетикою, зокрема займався такими видами спорту, як хокей, баскетбол і водні лижі. Після прибуття до Сполучених Штатів у віці 21 року він працював у будівельній компанії, одночасно відвідуючи курси акторської майстерності.

## Кар'єра
Новлан дебютував у повнометражному фільмі у фільмі жахів «Людожер» 2009 року, а також у восьмому епізоді шостого сезону серіалу «Кістки». У 2013 році він був обраний для участі в шоу ABC Discovers: Los Angeles Talent Showcase, а в 2016 році знявся в незалежному повнометражному фільмі «Flatbush Luck», який приніс йому номінації на премію «Найкращий актор» того року на FilmOut San Diego та Міжнародному кінофестивалі в Хобокені. Потім він з’являвся в гостьових ролях у багатьох телевізійних шоу, зокрема «Батьки», Letterkenny та Американська сімейка.
Потім Новлан створив собі ім’я, коли зіграв роль «Актора, що бореться» в рекламі для Liberty Mutual. У березні 2020 року він отримав повторну роль Грегорі Мейнса в серіалі The CW «Розвелл, Нью-Мексико», яка вперше з’явився ближче до кінця другого сезону. Він повторив свою роль у третьому сезоні серіалу у 2021 році.
Що стосується його кар'єри моделі, Новлан знімався в друкованих кампаніях для брендів Guess і Tommy Hilfiger.

### Зухвалі і красиві
У липні 2020 року Новлан почав грати контрактну роль доктора Джона Фіннегана в денній мильній опері CBS Зухвалі і красиві. Кажуть, що Новлан покинув серіал у квітні 2022 року. Відхід Новлана від ролі спричинив серйозну бурю в соціальних мережах і обурення серед шанувальників і критики негативно відреагували на рішення серіалу списати Фінна з рахунків і почали кампанію за повернення актора в серіал, подавши кілька онлайн-петицій, використовуючи хештег #SaveFinn на різних платформах соціальних мереж, включаючи Twitter, і вираження їхнього спустошення в опитуваннях публікацій на сайтах мильних опер.
Новлан знову з'явився на екрані в кінці травня в серіалі, де глядачі стали свідками шокуючого повороту, коли його герой Фінн виявився живим, а це означало, що актор так і не вийшов з серіалу.  Під час сегментного епізоду The Talk Новлан розповідає, що він знав про воскресіння Фінна, однак за контрактом він був зобов’язаний тримати цю сюжетну лінію в таємниці.

## Особисте життя
Новлан заявив, що один чи два рази на тиждень він грає в хокей із групою лос-анджелеських неофіційних назвах «Bad Boys Skate» — колекцією любителів хокею.
У травні 2015 року Новлан заручився з актрисою Кайлою Юелл, з якою він познайомився п'ять років тому в 2010 році на зйомках кліпу австралійської групи Sick Puppies «Mabebe». Пара одружилася 12 вересня 2015 року. 16 липня 2019 року Юелл народила дочку. 6 червня 2022 року Юелл народила другу дитину — сина.

## Фільмографія
| Рік       |    | Українська назва                | Оригінальна назва          | Роль           |
| --------- | -- | ------------------------------- | -------------------------- | -------------- |
| 2009      | ф  | Людожер                         | Maneater                   | Роджер Рейнтрі |
| 2010      | ф  | 1313: гігантські бджоли-вбивці! | 1313: Giant Killer Bees!   | Коннор         |
| 2010      | с  | Кістки                          | Bones                      | Пол Ліното     |
| 2012      | с  | Батькі                          | Parenthood                 | Джейк          |
| 2014      | с  | Різзолі та АйлзRizzoli & Isles  | Вейн Бовмен                |                |
| 2016      | ф  | Флетбуш вдача                   | Flatbush Luck              | Джиммі         |
| 2016—2017 | с  | Дівчата ірокез                  | Mohawk Girls               | Мідес          |
| 2017      | с  | Леттеркенні                     | Letterkenny                | Зак Рассел     |
| 2017      | ф  | Падаючи зірки                   | Fallen Stars               | Бен            |
| 2018      | кф | Лід                             | Ice: The Movie             | Грант          |
| 2019      | тф | Різдво мого найкращого друга    | My Best Friend's Christmas | Грант Гейнс    |
| 2020      | с  | Американська сімейка            | Modern Family              | Ліам           |
| 2020—2021 | с  | Розвелл, Нью-Мексико            | Roswell, New Mexico        | Грегорі Мейнс  |
| 2020—2022 | с  | Зухвалі і красиві               | The Bold and the Beautiful | Джон Фіннеган  |